# Laufey
Laufey je v nordijski mitologiji Lokijeva mati. Imenovana je bila tudi Nal oziroma »igla«, ker je bila tako suha. Njeno ime v stari nordijščini povezujejo z besedo lauf – »listje«, vendar pomen ni povsem pojasnjen.
V Poetični Eddi je Loki pogosto imenovan Loki Laufeyjarson (Laufeyin sin) namesto običajnejšega patronimika Loki Fárbautason (Fárbautijev sin).